# Natnael Tesfatsion
Natnael Tesfatsion Ocbit (Asmara, 23 de mayo de 1999) es un ciclista eritreo, miembro del equipo Movistar Team.

## Biografía
A finales de 2018 debutó a los 19 años en las carreras chinas, terminando séptimo, cuarto, tercero, quinto y cuarto en las etapas del Tour del Lago Taihu, que se decidieron en el esprint. Un mes después, terminó sexto en dos etapas en el Tour de Fuzhou y decimoquinto en la clasificación general.
Gracias a estas actuaciones, fue reclutado en 2019 por el Dimension Data para competir con su equipo filial del mismo nombre. En 2020, dentro de la selección eritrea, en un reducido grupo ganó una etapa de la Tropicale Amissa Bongo, su primera victoria en profesionales.

## Palmarés
2019 (como amateur)
- 1 etapa del Tour de l'Espoir
- 2.º en el Campeonato de Eritrea en Ruta

2020
- 1 etapa de la Tropicale Amissa Bongo
- Tour de Ruanda, más 1 etapa

2022
- Tour de Ruanda
- 1 etapa de la Adriática Iónica
- 2.º en el Campeonato de Eritrea en Ruta

2024
- Campeonato de Eritrea en Ruta

2025
- 3.º en el Campeonato de Eritrea en Ruta

## Resultados en Grandes Vueltas y Campeonatos del Mundo
| Carrera         | Carrera         | 2019 | 2020 | 2021 | 2022 | 2023 | 2024 | 2025 |
| --------------- | --------------- | ---- | ---- | ---- | ---- | ---- | ---- | ---- |
|                 | Giro de Italia  | —    | —    | 92.º | Ab.  | Ab.  | —    | —    |
|                 | Tour de Francia | —    | —    | —    | —    | —    | —    | —    |
|                 | Vuelta a España | —    | —    | —    | —    | —    | —    | —    |
| Mundial en Ruta | Mundial en Ruta | —    | —    | —    | Ab.  | —    | 53.º | —    |

—: no participa
Ab.: abandono

## Equipos
- Dimension Data/NTT Continental (2019-2020)
  - Dimension Data for Qhubeka (2019)
  - NTT Continental Cycling Team (2020)
- Androni Giocattoli (2021-2022)
  - Androni Giocattoli-Sidermec (2021)
  - Drone Hopper-Androni Giocattoli (2022)
- Trek (2023-2024)
  - Trek-Segafredo (2023)
  - Lidl-Trek (2023-2024)
- Movistar Team (2025-)